# Blanka Vlašić
Blanka Vlašić, född 8 november 1983 i Split, Kroatien (dåvarande Jugoslavien), är en kroatisk tidigare höjdhoppare. Hon vann VM-guld i friidrotts-VM i Osaka 2007.
Hon är 193 centimeter lång och hennes personbästa, som även är kroatiskt nationellt rekord, ligger på 2,08 m och noterades på en gala i Zagreb den 31 augusti 2008. Hon tränades av sin far Joško Vlašić, kroatisk rekordhållare i tiokamp. Hon har fått sitt namn efter orten Casablanca, där pappan vann Medelhavsspelen 1983, samma år hon föddes. Hon är äldre syster till fotbollsspelaren Nikola Vlašić.

## Idrottskarriär
Blanka Vlašić vann den 2 september 2007 VM-guld i höjdhoppning i Osaka. Hennes guldhopp var på 2,05 m. Hon gjorde tre försök på världsrekordhöjden 2,10 m men rev samtliga. Vlašić hade tidigare inte vunnit någon medalj i ett utomhusmästerskap för seniorer men hon vann tidigare i sin karriär några som junior.
Inför finalen vid de Olympiska sommarspelen 2008 i Peking var Vlašić favorit till guldet genom att ha varit obesegrad under 34 tävlingar inför finalen, men tog silver då Tia Hellebaut tog sin högsta höjd 2,05 m i första försöket och Vlašić behövde två försök på sig.
Vid VM 2009 i Berlin handlade allt på förhand om Vlašić mot hemmafavoriten Ariane Friedrich som båda hade dominerat höjdhoppet under året. I finalen tog Vlašić 2,04 m vilket räckte till segern och hon försvarade därmed sitt VM-guld från Osaka.
Blanka Vlašić vann Europamästerskapen 2010 i höjdhopp på 2,03 m före svenskan Emma Green Tregaro och tyskan Ariane Friedrich, båda 2,01 m, under mästerskapen i Barcelona 2010. Hoppet innebar förutom guldet även ett tangerat mästerskapsrekord. I VM 2011 tog Vlašić silver på 2,03 m, samma höjd som segraren Anna Tjitjerova. 
I OS 2012 deltog inte Vlašić på grund av skada. Hon tävlade sparsamt och med dåliga resultat 2012–2014 på grund av skadan.
I Diamond League-galan 2013 i New York hoppade hon 1,94 m i sin första tävling sedan hösten 2011 och vann med det tävlingen. I VM 2015 var Vlašić tillbaka och tog silver på 2,01 m, samma höjd som segraren Marija Kutjina. I augusti 2016 tog hon OS-brons med ett hopp på 1,97 m i Rio de Janeiro, Brasilien.
Den 19 februari 2021 meddelade Blanka Vlašić att hon avslutar karriären.

## Personliga rekord
- Höjdhopp – 2,08 m i Zagreb, Kroatien, 31 augusti 2009.[6]
- Höjdhopp (inomhus) – 2,06 m i Arnstadt, Tyskland, 6 februari 2010.[6]